# 斯洛特河
斯洛特河（烏克蘭語：Слот），是烏克蘭的河流，位於該國北部，發源自什韋德奇納以東，流經切爾尼戈夫州，屬於列夫納河的左支流，河道全長42公里，流域面積363平方公里。